# Schaenicoscelis viridis
Schaenicoscelis viridis är en spindelart som beskrevs av Cândido Firmino de Mello-Leitão 1927. 
Schaenicoscelis viridis ingår i släktet Schaenicoscelis och familjen lospindlar. Inga underarter finns listade i Catalogue of Life.